# Domenico Benedetti Valentini
Domenico Benedetti Valentini (Spoleto, 3 agosto 1946) è un politico italiano, già più volte deputato e senatore.

## Carriera politica
Laureato in giurisprudenza e in scienze politiche, avvocato, è stato eletto alla Camera dei deputati nel 1994, e poi riconfermato nelle due successive legislature, col sistema proporzionale nella circoscrizione Umbria.
Nella XIV Legislatura è stato presidente della Commissione Lavoro Pubblico e Privato.
Dal 6 giugno 2006 è vicepresidente della I Commissione (Affari costituzionali, della presidenza del consiglio e interni).

### Disegno di legge di modifica della legge sulla caccia
Benedetti Valentini è stato l'iniziatore del disegno di legge presentato il 18 settembre 2008 S.1029 Abrogazione della legge 11 febbraio 1992, n. 157 e nuova disciplina dell'attività venatoria (relatore Franco Orsi). Nella relazione a tale disegno di legge l'attuale normativa sulla caccia (legge 157/92) veniva definita da Benedetti Valentini come caratterizzata da irrazionali pregiudizi aprioristicamente contrari all'esercizio dell'attività venatoria e del tutto vessatorie nei confronti di quanti esercitano l'attività venatoria, lamentando lo spostamento verso Ungheria, Romania, Polonia, Turchia, Egitto, Tunisia, Algeria, Spagna, eccetera, della gran parte dei cacciatori italiani, con il conseguente effetto di un notevole esodo di risorse economiche, soprattutto per le regioni del sud.
Tale disegno di legge è stato duramente contestato da numerose associazioni animaliste e ambientaliste come la LAV (caccia senza regole e senza alcun rispetto per gli animali.), la LAC (proposta spara-tutto), la LIPU (Iniziativa inopportuna e affermazioni discutibili), il WWF (estremismo venatorio), l'ENPA (una lista di orrori senza fine), oltre che dall'associazione di consumatori Codacons. Tali associazioni lamentano soprattutto di non essere state coinvolte nella fase di redazione del disegno di legge, e contestano l'opportunità di affidare la relazione di un tale provvedimento ad un cacciatore (Franco Orsi). Il Partito Democratico ha definito tale testo antistorico, antieuropeo ed antifederalista, un disegno di legge pericoloso, che propone una caccia senza limitazioni e senza controllo.
Gli aspetti più contestati del disegno di legge coinvolgevano la cancellazione dell'interesse della comunità nazionale e internazionale per la tutela della fauna, e della definizione di specie superprotette; l'apertura della caccia lungo le rotte di migrazione; la liberalizzazione dell'uso dei richiami vivi, senza anello di riconoscimento, e la reintroduzione dell'uso degli zimbelli; la liberalizzazione dell'imbalsamazione, senza dover rispettare procedure tassidermiche; a sostituzione dell'Istituto Nazionale per la Fauna Selvatica (ISPRA) con istituti regionali; la possibilità di caccia in deroga (a specie non cacciabili) nei parchi e nelle aree protette; la punizione per le regioni che proteggono oltre il 30% del territorio regionale; l'abbassamento a 16 anni della soglia di età per conseguire la licenza di caccia; la concessione ai sindaci dei poteri di autorizzare interventi di abbattimenti e eradicazione degli animali vaganti; Leggi regionali per cacciare specie non cacciabili, in grado di autorizzare Veneto e Lombardia nonostante quattro procedure di infrazione dell'Unione europea e due sentenze della Corte costituzionale; e l'esclusione dell'Ente Nazionale Protezione Animali dal comitato tecnico nazionale. Le associazioni ambientaliste presenti nel Comitato sulla 157 sarebbero così ridotte da quattro a tre.
A partire dal ddl di Benedetti Valentini e da altri (s.1476, s.1224, s.1122, s.1104, s.1029, s.510, s.398, s.330, s.276), Franco Orsi ha proposto un testo unificato per una nuova legge sulla caccia alla Commissione Ambiente del Senato. Tale disegno di legge non ha avuto seguito nella XVI legislatura.